# St. Martin (Orsbeck)

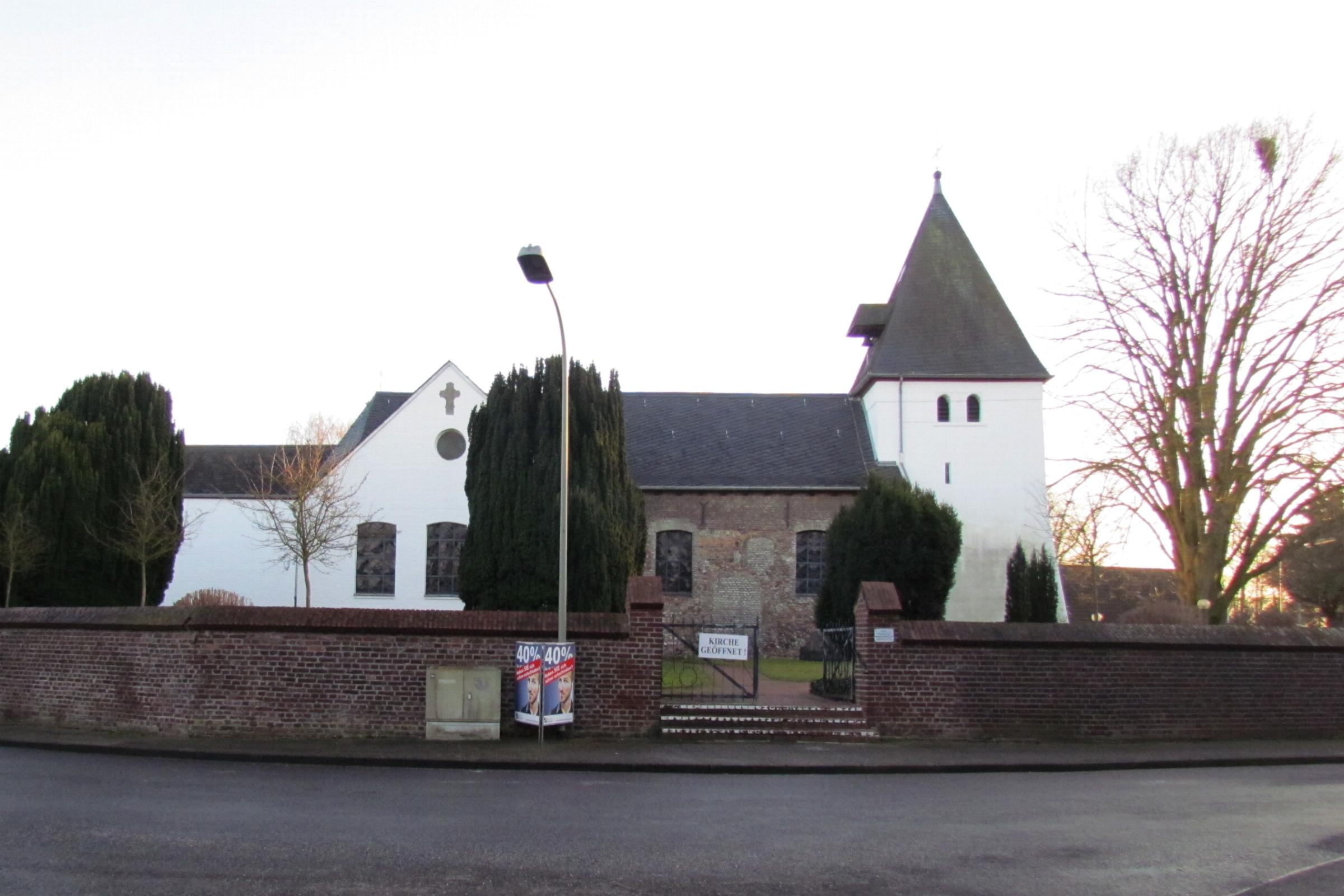
St. Martin in Orsbeck

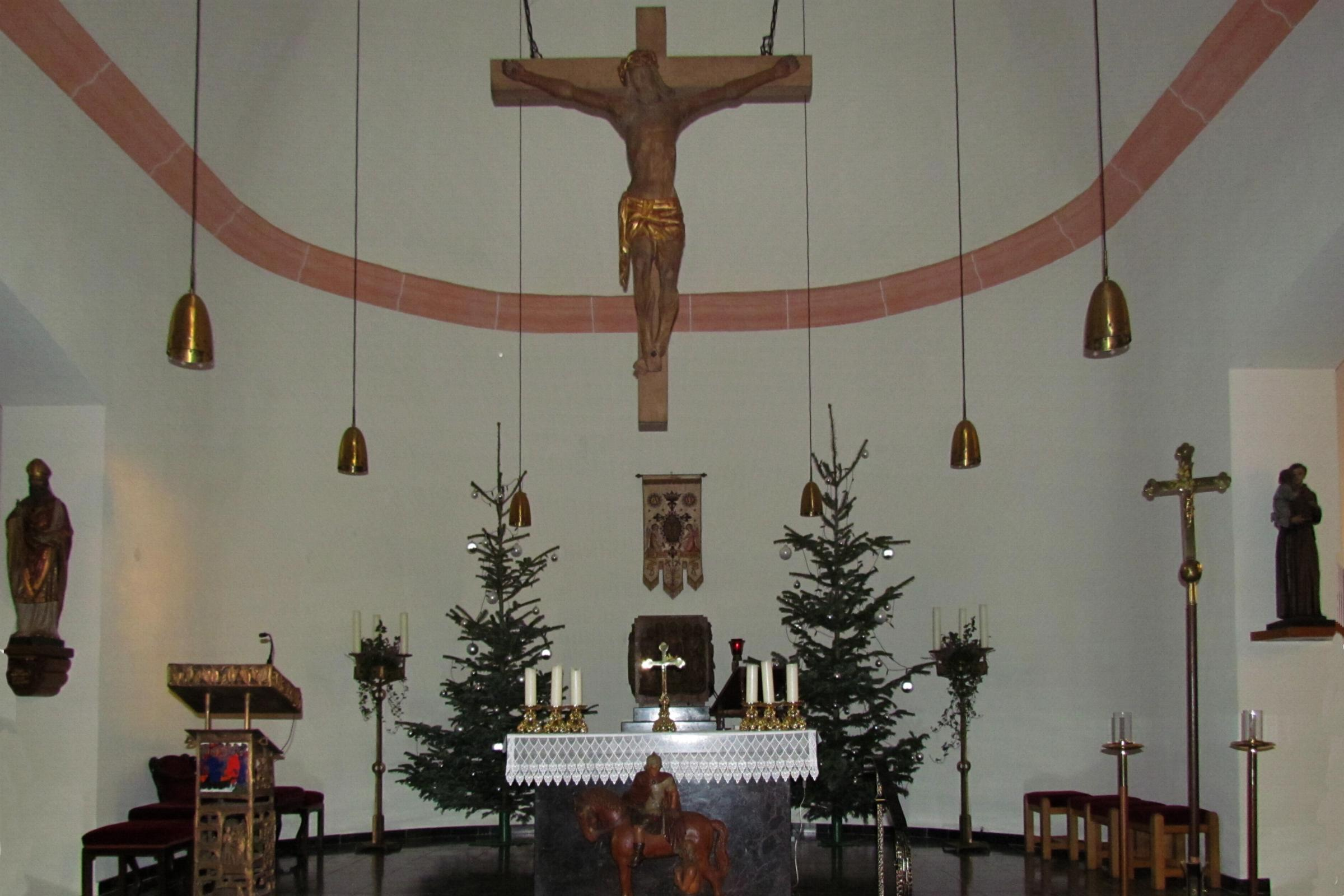
Innenraum

St. Martin ist die römisch-katholische Filialkirche des Ortsteils Orsbeck der Stadt Wassenberg im Kreis Heinsberg (Nordrhein-Westfalen).
Die Kirche ist unter Nummer 44 in die Liste der Baudenkmäler in Wassenberg eingetragen.

## Geschichte

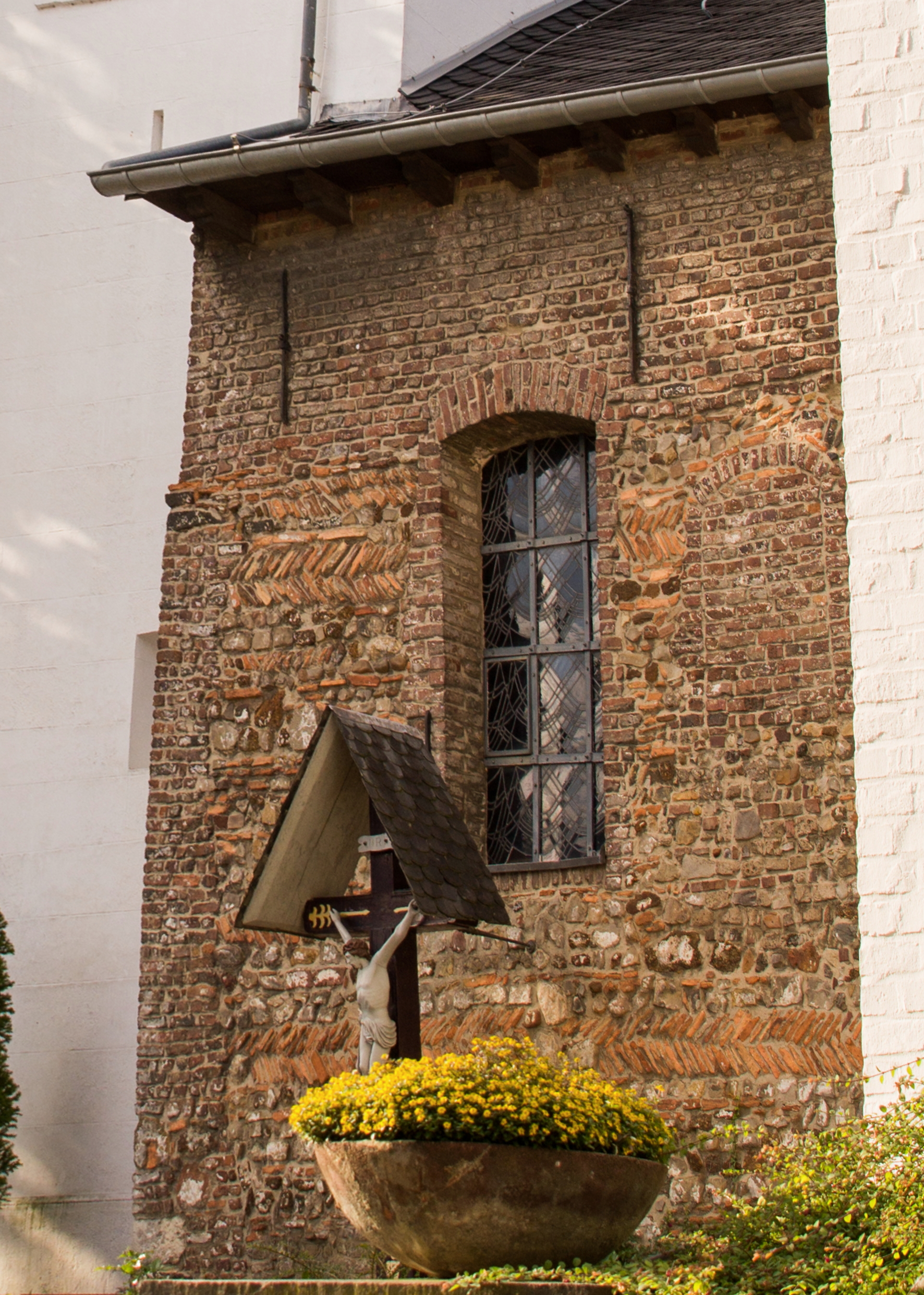
Mauerwerk aus dem 10. Jh. mit römischen Backsteinen, oberhalb und rechts Backstein aus dem 18. Jh.

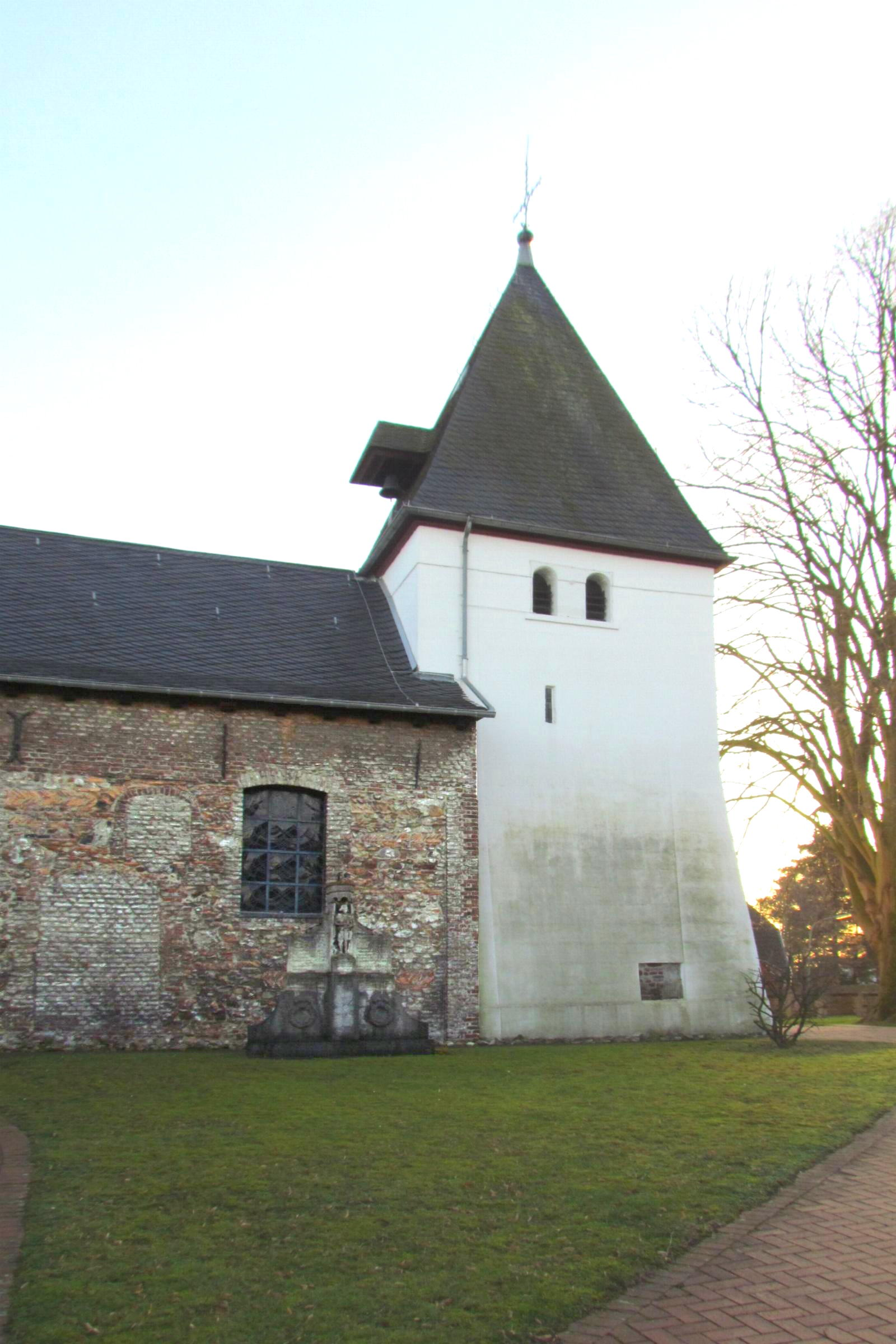
Turm von Norden

Die ältesten Teile der Orsbecker Kirche stammen noch aus dem 10. Jahrhundert. Somit ist das Gotteshaus die älteste Kirche des Kreises Heinsberg. 
Im ältesten Mauerwerk der Kirche findet sich Opus spicatum aus wiederverwendetem Backstein aus der Römerzeit.
Im 12. Jahrhundert wurde der Glockenturm im Westen an die romanische Saalkirche vorgebaut und im 15. Jahrhundert um ein Geschoss erhöht. Um das Jahr 1753 wurde das Kirchenschiff erhöht und ein Tonnengewölbe eingezogen, welches eine Flachdecke ersetzte. 1839 wurde der romanische Rechteckchor im Osten abgerissen, da das Gotteshaus zu klein geworden war, und das Kirchenschiff nach Osten hin erweitert. Seitdem schließt das Schiff mit einer halbkreisförmigen Apsis.
Weitere bauliche Veränderungen wurden im Jahr 1933 vorgenommen. Dabei wurde direkt am Chor ein Querhaus nach Plänen des Architekten Willy Weyres errichtet. Dadurch ist aus der Saalkirche eine Kreuzkirche geworden.
Im Zweiten Weltkrieg wurde die Kirche zwischen 1944 und 1945 beschädigt. Diese Schäden konnten bis 1951 beseitigt werden. 1970 wurde die Sakristei um ein Geschoss erhöht und in den Jahren 1977 und 1978 wurden der Turm und das Tonnengewölbe renoviert.
Seit dem 1. Januar 2010 ist Orsbeck keine eigenständige Pfarrgemeinde mehr. Sie wurde mit einigen anderen ehemaligen Pfarreien zur Pfarre St. Marien Wassenberg fusioniert.

## Ausstattung
Im Innenraum befindet sich ein modern gestalteter Altarraum mit einem marmornen Volksaltar, einem Ambo und einem Tabernakel. Historische Ausstattungsstücke sind der Taufstein mit Messingdeckel und bunt bemalte Heiligenfiguren.

## Glocken
| Nr. | Name            | Durchmesser (mm) | Masse (kg, ca.) | Schlagton (HT-1/16) | Gießer                               | Gussjahr |
| 1   | Johannes        | 1.025            | 670             | g′ +4               | Fa. Petit & Gebr. Edelbrock, Gescher | 1962     |
| 2   | Martinus        | 911              | 450             | a′ +4               | Fa. Petit & Gebr. Edelbrock, Gescher | 1962     |
| 3   | Maria           | 850              | 370             | b′ +4               | Fa. Petit & Gebr. Edelbrock, Gescher | 1962     |
| 4   | Josef           | 755              | 270             | c″ +5               | Fa. Petit & Gebr. Edelbrock, Gescher | 1962     |
| 5   | Zuckerhutglocke | 488              | 85              | a″ +6               | –                                    | ca. 1200 |